# Cinéma péruvien
 (février 2023).
Le cinéma péruvien est le cinéma qui est réalisé au Pérou.

## Panorama chronologique
Les premières projections publiques de cinéma ont lieu en janvier et février 1897 au Jardín Estrasburgo (aujourd'hui "Club de la Unión") sur la Place d'Armes de Lima, en vitascope puis cinématographe. Deux ans plus tard, les premières vues tournées sur place montrent la Cathédrale Saint-Jean de Lima, la route vers La Oroya et Chanchamayo. La première salle destinée au cinéma est inaugurée en 1909, toujours à Lima. 
Le premier long-métrage péruvien est Luis Pardo d'Enrique Cornejo Villanueva en 1927. Un notable essor du cinéma national a lieu entre 1937 et 1940, sous influence du cinéma argentin et mexicain, grâce notamment à la maison de production Amauta Films. Parmi quelques réussites originales, le chilien Sigifedo Salas réalise en 1938 le film "costumbrista" Gallo de mi galpón. Mais ce bref "âge d'or" ne survit pas à la guerre mondiale : aucun long-métrage péruvien n'est réalisé entre 1943 et 1956.
Les années 1950 et années 1960 correspondent à un développement de la cinéphilie, autour du ciné-club de Cuzco (1955) et de la revue Hablemos de Cine (1962-1986). En 1960, le conte andin Kukuli, d'Eulogio Nishiyama, Luis Figueroa et César Villanueva, est le premier film en quechua. Armando Robles Godoy, influencé par Resnais et Antonioni, est considéré comme le premier auteur péruvien ; ses huit ans passés dans la forêt lui inspirent deux magnifiques films expérimentaux : En la selva no hay estrellas (1967, prix d’or à Moscou) et La muralla verde (1969, Gold Hugo à Chicago). En 1972, le gouvernement réformiste militaire du général Juan Velasco Alvarado promulgue la Loi 19327 qui encourage le développement du cinéma national. Luis Figueroa (Los perros hambrientos, 1976, adaptation du roman de Ciro Alegría) et Federico García Hurtado (Tupac Amaru, 1984) s'intéressent aux communautés indigènes andines.
Durant les années 1980, le groupe Chaski (Alejandro Legaspi, Fernando Espinoza, Stefan Kaspar) propose deux intéressants portraits d'enfants des rues de Lima : Gregorio (1982) et Juliana (prix Unicef à la Berlinale 1989, ressorti en France en version restaurée en 2021). Francisco J. Lombardi s’affirme quant à lui comme le second grand réalisateur péruvien après Robles Godoy : La Ville et les Chiens (La ciudad y los perros, 1985), adaptation du fameux roman homonyme de Mario Vargas Llosa, et La Gueule du loup (La boca del lobo, 1988), sur les horreurs de la guérilla opposant l'armée péruvienne au Sentier Lumineux, sont tous deux primés à La Havane et à Saint-Sébastien.
Dans les années 1990, le gouvernement d'Alberto Fujimori ne se montre pas favorable au cinéma ; la Loi 19327 est abrogée en 1992. Les navets de Luis Llosa (L'Expert avec Sylvester Stallone et Sharon Stone, Anaconda, le prédateur avec Jennifer Lopez et Jon Voight) ne sont guère distingués qu'aux Razzie Awards.
Une nouvelle génération de réalisateurs apparaît durant les années 2000, et le cinéma péruvien s’invite régulièrement dans les festivals internationaux : 
- Josué Méndez avec Días de Santiago (2004), sélectionné à Rotterdam ;
- Claudia Llosa avec Madeinusa (2006) puis Fausta (La teta asustada), Ours d'or à la Berlinale 2009, Grand Corail à La Havane et nommé à la 82e cérémonie des Oscars ;
- Javier Fuentes-León avec Contracorriente (2009), lauréat du prix Sebastiane à Saint-Sébastien ;
- Álvaro Delgado Aparicio avec Mon père (Retablo, 2017), présenté à la Berlinale 2018 ;
- Melina León avec Canción sin nombre (2019), sélectionné à la Quinzaine des réalisateurs du Festival de Cannes 2019...

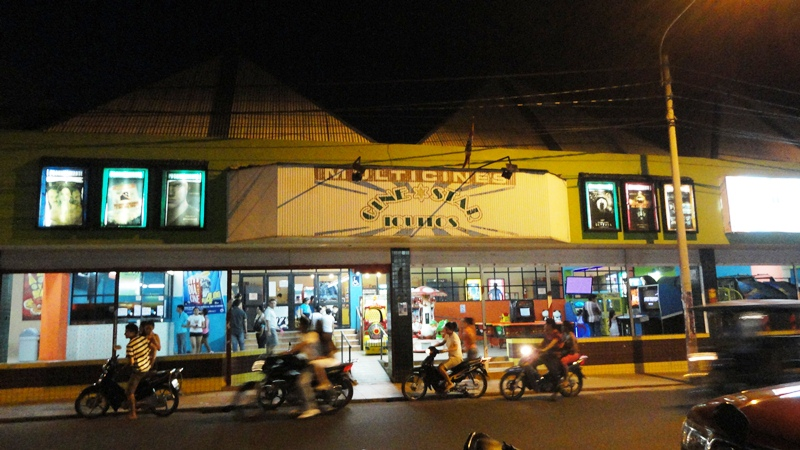
Cinéma à Iquitos
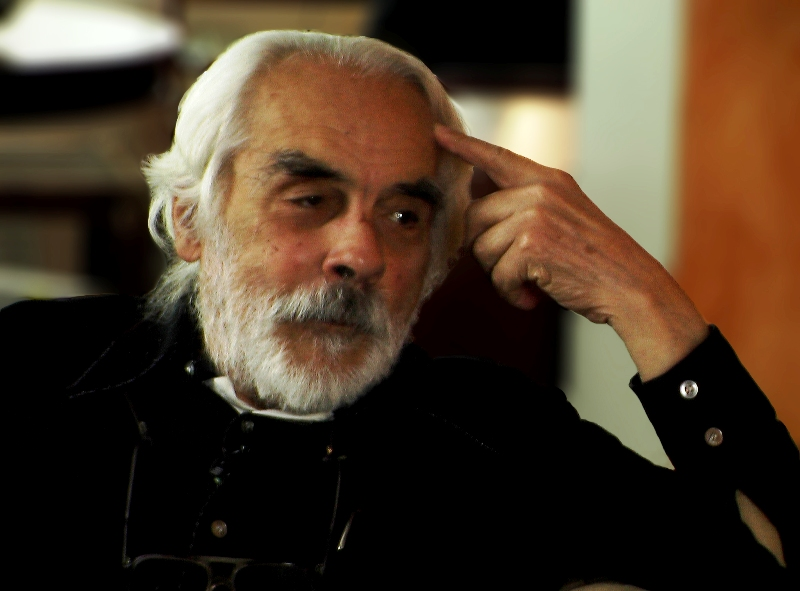
Armando Robles Godoy réalisateur de La muralla verde en 1969
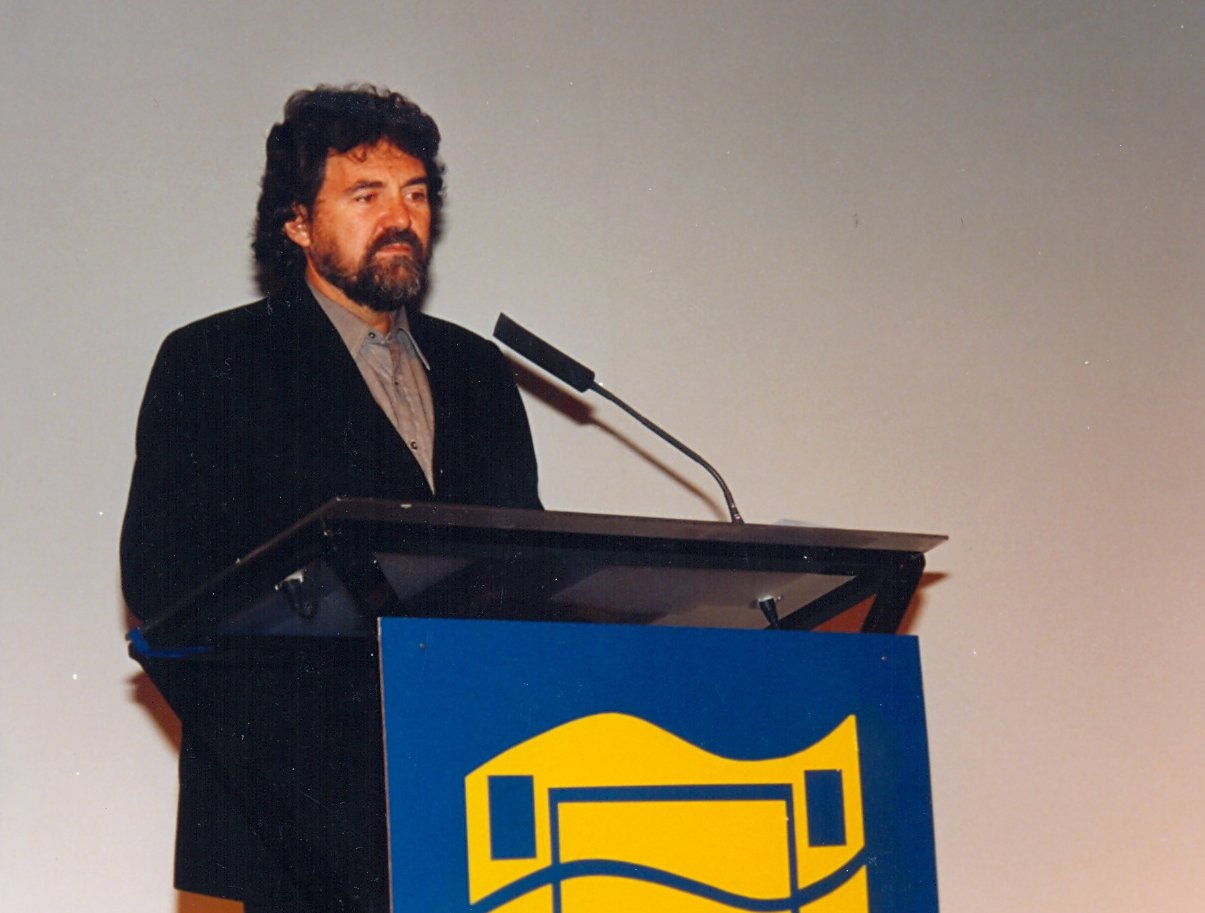
Francisco J. Lombardi réalisateur de La Gueule du loup en 1988
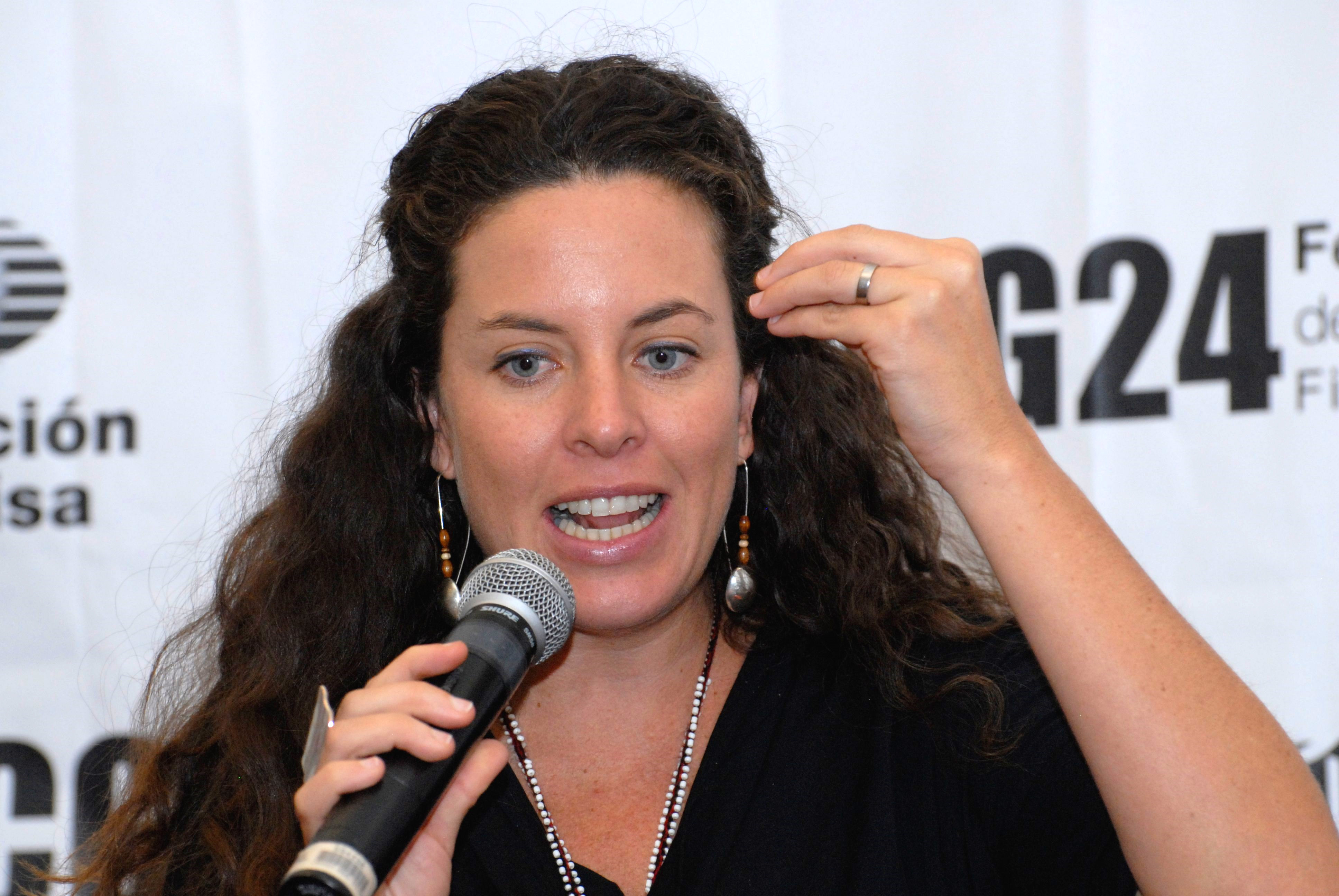
Claudia Llosa réalisatrice de Fausta en 2009

## Une liste des meilleurs films péruviens
Voici une liste des meilleurs films péruviens selon Paolo Caffelli, sur le site Rincón Peruano:
1. La Gueule du loup (La boca del lobo) de Francisco J. Lombardi, 1988
2. Fausta (La teta asustada) de Claudia Llosa, 2009
3. Días de Santiago de Josué Mendez, 2004
4. La Ville et les Chiens (La ciudad y los perros) de Francisco J. Lombardi, 1985
5. La muralla verde d'Armando Robles Godoy, 1969
6. Tombés du ciel (Caídos del cielo) de Francisco J. Lombardi, 1990
7. Contracorriente de Javier Fuentes-León, 2009
8. Asu Mare! de Ricardo Maldonado, 2013
9. Ciudad de M de Felipe Degregori, 2000
10. Sous la peau (Bajo la piel) de Francisco J. Lombardi, 1996
11. Chanson sans nom de Melina Leon, 2019

## Films étrangers tournés au Pérou
Si le cinéma national reste relativement peu développé, le Pérou a fasciné de nombreux réalisateurs étrangers, qui sont venus y tourner des aventures hors du commun. 
Dans  L'Expédition du Kon-Tiki, sorti en 1950 et lauréat de l'Oscar du meilleur film documentaire, le norvégien Thor Heyerdahl relate son expédition de Callao à l'archipel des Tuamotu. Vingt ans plus tard, l’américain Dennis Hopper tourne à Chinchero The Last Movie, présenté à la Mostra de Venise 1971. L’allemand Werner Herzog a réalisé au Pérou deux chefs-d’œuvre du cinéma mondial : Aguirre, la colère de Dieu en 1972 et Fitzcarraldo en 1982. Les tournages ont été particulièrement épiques, et Les Blank a tiré du second son fameux documentaire Burden of Dreams.
Plus récemment, l’écossais Kevin Macdonald  adapte dans La Mort suspendue (2003) le récit par Joe Simpson de sa dramatique descente du Siula Grande en 1985 ; le brésilien Walter Salles tourne entre Cuzco, le Machu Picchu, Lima et Iquitos la dernière partie du périple initiatique de Che Guevara et Alberto Granado dans Carnets de voyage (2004) ; l’américain Eli Roth choisit l’Amazonie péruvienne pour cadre de son film d’horreur The Green Inferno (2013)…
Notons enfin que, des Passagers de la nuit à Indiana Jones et le royaume du crâne de cristal, bien d’autres films sont censés se dérouler au moins en partie au Pérou, mais sans y avoir été tournés[réf. nécessaire].

## Institutions
- Archivo Peruano de Imagen y Sonido (es) (ARCHI, 1991)

### Festival
- Festival de Lima (ElCine, Encuentro Latinoamericano de Cine de Lima, 1997)

### Distinctions
- Prix Platino ibéro-américain
- Films péruviens candidats aux Prix Goya (es) (Prix Goya du meilleur film ibéroaméricain)
- Liste des longs métrages péruviens proposés à l'Oscar du meilleur film international

### Sources
- (es) Cinéma péruvien sur le site du Ministère des Affaires Etrangères
- (en) Peter H. Rist, Historical Dictionary of South American Cinema, Rowman & Littlefield, 2014, 760 p.

### Listes et catégories
- Culture du Pérou
- Liste de films péruviens
- Liste des longs métrages péruviens proposés à l'Oscar du meilleur film international
- Réalisatrices péruviennes
- (en) Réalisateurs, Scénaristes, Acteurs
- Films d'animation péruviens
- Histoire du Pérou au cinéma (es)
- Liste de films sur le terrorisme au Pérou (es)